# TATSA Autobús articulado 6 Cilindros

## Descripción
Junto con King-Long, produjo su primer articulado. Fabricado en estructura y diseño interior de dos cuerpos, tipo integral, estructura tubería de acero, chapa plana prensada, aislamiento acústico y térmico, protección anticorrosiva, materiales retardantes del fuego y de baja emisión de toxicidad, interior personalizado y armonioso. 
Estas unidades prestan servicio en el transporte urbano de Lima, Perú, en buen número.

## Ficha técnica

### Motor
- Motor: Cummins ISC 315
- Potencia Máxima 315 HP
- Cilindros: 6
- Cilindrada (cc): 8300
- Máximo Torque (N.m/rpm): 1288 Nm (950 lb,ft) @1300 - 1600 rpm
- Tipo de combustible: Gas Oil
- Norma de emisión: Euro III-IV-V
- Sistema de combustible: inyección directa

### Transmisión y ejes
- Caja de cambios: Allison T375R de 6 marchas
- Eje delantero: ZFRL85A :8.5T
- Eje trasero: ZFAVN132
- Tercer eje: ZFAV132, capacidad : 13T

### Dimensiones
- Largo (mm): 17900
- Ancho (mm): 2550
- Alto (mm): 3150
- Altura interior (mm): 2210
- Distancia entre ejes (mm): 5800+6000